# Wesley Ruggles
Wesley Ruggles (ur. 11 czerwca 1889 w Los Angeles – zm. 8 stycznia 1972 w Santa Monica) – amerykański reżyser i producent filmowy. W początkach kariery był również aktorem, w latach 1915-18 zagrał w kilku komediach u boku Charliego Chaplina. Był nominowany do Oscara za reżyserię westernu Cimarron (1931). Brat aktora Charlesa Ruggelsa.

## Wybrana filmografia
- Charlie w Music-Hallu (1915)
- Lichwiarz (1916)
- Czas szkoły (1925)
- Skazaniec (1929)
- Skandal (1929)
- Cimarron (1931)
- Dama kier (1932)
- Nie jestem aniołem (1933)
- Humor studencki (1933)
- Bolero (1934)
- Narzeczona przybywa do domu (1935)
- Arizona (1940)
- Odnajdę cię wszędzie (1942)